# Thomas Lafayette Rosser
Pour les articles homonymes, voir Rosser (homonymie).
Thomas Lafayette Rosser (15 octobre 1836 - 29 mars 1910) était un officier de l'armée confédérée durant la guerre de Sécession.

## Avant la guerre
Né dans le comté de Campbell en Virginie, Thomas Lafayette Rosser est le fils de John et Martha Melvina (Johnson) Rosser. En 1849, alors qu'il a 13 ans, sa famille déménage pour le Texas.

## Guerre de Sécession
Il devient un instructeur dans l'artillerie lors des combats de La Nouvelle-Orléans puis se voit confier le commandement d'une compagnie lors de première bataille de Manassas en juillet 1861. 
En juin 1863, il participe à la bataille d'Aldie.

## Après la guerre
Après la guerre de Sécession, comme d'autres anciens généraux confédérés, il aida à la construction du chemin de fer dans le Dakota du Nord. Il a en particulier démissionné pour devenir auxiliaire ingénieur pendant la construction du chemin de fer de Connellsville, puis est devenu ingénieur en chef de la division orientale de Northern Pacific Railroad.
Lors de l'expédition de la rivière Yellowstone, il retrouve le général George A. Custer, son ex-camarade de chambrée à West Point, tandis que le chef de l'expédition est le général David Sloane Stanley. Son carnet de bord a permis de retrouver le déroulement de cette opération. Il fut également nommé général de brigade pendant la guerre hispano-américaine.